# アリスタネットワークス
アリスタネットワークスはアメリカのカリフォルニア州で創業されたネットワーク機器メーカーである。主にデータセンター、仮想化・クラウドコンピューティング向けのイーサネットスイッチ製品を開発・販売している。
本社はアメリカ,カリフォルニア州サンタクララにある。日本法人はアリスタネットワークスジャパン合同会社（本社：豊島区）として2010年に設立された。

## 沿革
アリスタネットワークスのチェアマン（会長）であるアンディ・ベクトルシャイムは、1982年に創業したサンマイクロシステムズの創業者の一人であり、同社のチーフ・ハードウェア・デザイナーを務めていた。同氏は1995年に、スタンフォード大学のデビッド・チェリトンと共同で、グラナイトシステムズ を創業し、ギガビット・イーサネットスイッチの開発を行った。このグラナイトシステムズの最初の従業員だったのが、現在アリスタネットワークスのCTOを務めるケネス・デューダである。グラナイトシステムズは、その後1996年にシスコシステムズに買収される。
2004年に上述の三氏がアラスタラネットワークスを共同創業。のちに社名変更してアリスタネットワークスとなる。2008年にはそれまで15年間シスコシステムズに勤めたジェイシュリ・ウラルが、CEOに就任した。
2014年にNYSE（ニューヨーク証券取引所）に上場した。

## 次世代ネットワークOS EOS （Extensible Operating System）
Arista EOS™は、次世代データセンターとクラウドコンピューティングのビジネス・ニーズに対応できる基本システムとして開発された。 独自のマルチプロセス状態共有アーキテクチャを基盤として高度にモジュール化したソフトウェア設計によって、ネットワーキングの状態と処理本体を完全に分離している。 したがって、システムの状態に影響を及ぼすことなく、障害復旧や、ソフトウェアの増分更新をプロセス単位できめ細かく実行可能となる。

## 製品ラインナップ

### イーサネットスイッチ製品
近年のデータセンターネットワークにおける主流アーキテクチャであるリーフ・スパイン構成に最適な各種スイッチ製品に加え、インターネット・スケールのルーティングも可能となる製品まで幅広くラインナップされている。
- 7800Rシリーズ：次世代の大規模クラウド・ネットワーク向けに設計されたモジュール型スイッチ
- 7500Rシリーズ：ユニバーサル・スパインを具現化 - インターネット・スケールのルーティング＆スイッチングプラットフォーム
- 7300Xシリーズ：大規模なリーフ/スパイン・ネットワークとSpline™ネットワーク向けに設計されたモジュール型スイッチ
- 7348X4シリーズ：ハイパースケール・クラウドおよびI/O集中型環境に対応する400GEおよび100GEのモジュール型スイッチ
- 7280Rシリーズ：ボックス型でインターネット・スケールのルーティング＆スイッチング、更にIPストレージ収容にも最適なユニバーサル・リーフ
- 7170シリーズ：プログラム可能なパイプラインを備えた高性能多機能プラットフォーム
- 7160シリーズ：スケール性に優れたHWリソース・プロファイルを誇り、更に将来的な拡張性にも富んだ10/25/40/50/100GE対応のToRスイッチ
- 7150シリーズ：業界最小レベルの低レイテンシーを実現する1RUの10/40GEプラットフォーム
- 7130シリーズ：レイヤ1スイッチとFPGAを組み合わせた超低遅延ネットワークデバイス
- 7060Xシリーズ - 1RUおよび2RUの筐体で25G、40G、100Gおよび400Gに対応した高性能、高密度、固定構成のデータセンター・スイッチ
- 7050Xシリーズ：豊富な機能を備えた、データセンター・リーフスイッチの代名詞（VXLANブリッジング&ルーティング対応）
- 7020Rシリーズ：高い性能とディープ・バッファを実現する1/10ギガビット・イーサネット・スイッチ
- 7010シリーズ：機能と価格優位性を兼ね備えた1Gbps データセンター・スイッチ
- 720XPシリーズ：IoT時代のキャンパスネットワーク向けにデザインされたPOEスイッチ

### グローバル・クラウド・ネットワーク コントローラー CloudVision
CloudVisionでは、独自にプログラムを開発することなく、クラウドレベルの自動化を容易に実現可能である。ネットワーク全体の状態やトポロジを一元的に可視化して管理することが可能。CloudVision®は、クラウド・ネットワークに最適な、ネットワーク全体のワークロードのオーケストレーションとワークフローの自動化を、ターンキー・ソリューションとして提供している。

### 仮想ルーター vEOS Router
クラウド・グレードのハイパフォーマンス仮想ルーター。クラウドの種類を（AWSやAzureなどの各種パブリッククラウド、自社のプライベートクラウド）問わず稼働する仮想ルーターで、これまでは難しかったマルチクラウド環境における複雑なオペレーションを排除することが可能となる。

### ソフトウェア・コンサルティング サービス  EOS+
アリスタEOSを活用し、ネットワーク・プログラマビリティとオートメーションを実現する為の開発・コンサルティング サービス。例として、EOS+の活用により、独自のEOSアプリケーションを開発し、同アプリケーションをサポート付きで利用する、といったことが可能となる。

### 100G DWDMソリューション
Arista 7500用に、コヒーレントDWDMポート（形状はCFP2）を1ラインカードあたり6ポート収容可能なラインカードをラインナップ。最大で数千キロの長距離伝送に対応したラインカードで、MACsecの暗号化機能も備える。

### Arista’s Cognitive Wi-Fi
無線LANを利用する上で、今後ますます重要となるセキュリティ分野において、脅威に対する比類ない検知テクニック、防御テクニックを兼ね備えた無線LAN製品。マシンラーニング機能を実装し、今まで経験したことがないようなユーザエクスペリエンスを実現。また、CloudVisionにより、有線通信/無線通信の統合管理も提供している。

## トレーニング・認定資格

### 認定トレーニング
通年・世界各地で様々なトレーニングを開催している。
- 公式トレーニングの紹介サイト

### 認定資格
アソシエート・レベル
- ARISTA CERTIFIED ENGINEERING ASSOCIATE (ACE-A)